# Harry Harris
Henry "Harry" Harris (Chicago, 18 de novembro de 1880 - Nova Iorque, 5 de junho de 1959) foi um pugilista americano, campeão mundial dos pesos-galos em 1901.

## Biografia
A carreira profissional de Harry Harris como pugilista teve início em 1896, quando ele tinha apenas 16 anos de idade. Extremamente alto para a categoria dos pesos-galos, Harris foi um exímio jabeador e também um perigoso nocauteador.
Harris somente sofreu duas derrotas em toda sua carreira, sendo que a primeira delas, ocorrida em 1899, diante de Steve Flanagan, foi a derrota que retirou a invecibilidade de Harris, interrompendo uma sequência de vinte lutas sem perder.
Não obstante seu revés ante à Flanagan, ainda em 1899, Harris conseguiu atrair bastante atenção para si, após ter lutado um controverso empate contra o grande campeão Jimmy Barry. Esta foi a última luta na carreira de Barry, que mediante esse duvidoso empate conseguiu se aposentar sem nenhuma derrota na carreira.
Menos de duas semanas após essa luta entre Harris e Barry, Terry McGovern se tornou o campeão mundial inconteste dos pesos-galos, após derrotar o britânico Pedlar Palmer, que era até então o grande contestador do título mundial de Barry.
Então, quando McGovern abdicou de seu título em 1900, Harry Harris decidiu reivindicar para si o título mundial dos pesos-galos. Todavia, assim como Harris, Pedlar Palmer também passou a reclamar de volta o seu título de campeão mundial dos galos.
Desta forma, após desafiar Pedlar para um combate direto, Harris viajou até Londres, aonde o sucessor legítimo de McGovern seria então definido de uma vez por todas. Realizada no começo de 1901, a luta entre Harris e Palmer terminou com a vitória de Harris, que assim se tornou no novo campeão mundial dos pesos-galos.
Contudo, após conquistar o título mundial dos pesos-galos, Harris começou a ter dificuldade de se manter dentro do peso para a categoria, o que acabou levando-o a abdicar de seu título um ano mais tarde. Lutando como peso-pena, a partir de 1902, Harris não conseguiu obter um bom rendimento, o que o fez optar pela aposentadoria no final de 1905.
Harris, porém, logo retornaria de sua aposentadoria no ano seguinte, lutando então na categoria de peso-leve. Harris fez mais quatro lutas, antes de encerrar sua carreira definitivamente, em meados de 1907, com uma vitória sobre Harlem Tommy Murphy.
Depois de abandonar os ringues de luta, Harris se trasmformou em um poderoso empresário do ramo artístico e magnata de Wall Street. Faleceu em 1959, na cidade de Nova Iorque, aos 78 anos de idade.
Em 2002, Harry Harris teve seu nome incluído na galeria dos maiores boxeadores de todos os tempos, que hoje estão imortalizados no museu do International Boxing Hall of Fame.